# Au (Weiler-Simmerberg)
Au (westallgäuerisch: Ou) ist ein Gemeindeteil des Markts Weiler-Simmerberg im  bayerisch-schwäbischen Landkreis Lindau (Bodensee).

## Geographie
Der Weiler liegt circa ein Kilometer südwestlich des Hauptorts Weiler im Allgäu und zählt zur Region Westallgäu. Westlich der Ortschaft verläuft die Rothach.

## Ortsname
Der Ortsname stammt vom mittelhochdeutschen Wort ouwe für wasserreiches Wiesenland ab und bedeutet (Siedlung am) wasserreichen Land.

## Geschichte
Au wurde urkundlich vermutlich erstmals im Jahr 1605 als Owe erwähnt. Der Ort gehörte einst der Herrschaft Altenburg und später der Gemeinde Simmerberg an.